# Nkana-Stadion
Das Nkana-Stadion, früher bekannt als Scrivener Stadium und heute als Pa Chilata bezeichnet, ist ein multifunktionelles Stadion in Kitwe, Sambia. Es dient als Heimstadion des Nkana FC, einem Verein der Super Division. Das Stadion hat bei Fußballspielen eine Kapazität von 10.000 Plätzen.
Am Stadion wurden im Jahr 2013 Renovationen durchgeführt, die von den Mopani Copper Mines gesponsert wurden.
Im Jahr 1959 beheimatete das Stadion ein Freundschaftsspiel zwischen Nordrhodesien (heute Sambia) und den Bolton Wanderers.
Es war einer von vier Austragungsorten der COSAFA Senior Challenge 2013.